# Дольник (Нижньосілезьке воєводство)
Дольник (пол. Dolnik, нім. Schönthal) — село в Польщі, у гміні Мендзилесе Клодзького повіту Нижньосілезького воєводства.
Населення — 89 осіб (2011).
У 1975-1998 роках село належало до Валбжиського воєводства.

## Демографія
Демографічна структура станом на 31 березня 2011 року:
|          | Загалом | Допрацездатний вік | Працездатний вік | Постпрацездатний вік |
| -------- | ------- | ------------------ | ---------------- | -------------------- |
| Чоловіки | 46      | 9                  | 33               | 4                    |
| Жінки    | 43      | 7                  | 28               | 8                    |
| Разом    | 89      | 16                 | 61               | 12                   |